# Cloisters
Os Cloisters (Os Claustros) são um ramo do Metropolitan Museum of Art dedicado à arte e arquitetura da Europa na Idade Média. Os Cloisters estão localizados em Nova York, na parte norte de Manhattan, em uma colina perto do Rio Hudson.
Os Cloisters incluem um museu e quatro acres adjacentes. A Coleção contém aproximadamente cinco mil obras medievais, que vão do século XII ao XV. Entre essas obras, sete tapeçarias holandesas representando A Caça ao Unicórnio; o Altar Merode, de 
Robert Campin e o altar românico Cruz de Cloisters. Estão também na coleção várias iluminuras, incluindo obras dos Irmãos Limbourg, As riquíssimas Horas do Duque de Berry e O Livro das Horas de Jeanne d'Evreux , de Jean Pucelle.
A construção onde está abrigada a coleção é, por si só, uma obra de arte. É um estrutura múltipla, que incorpora elementos de cinco claustros medievais franceses: Saint-Michel-de-Cuixa, Saint-Guilhem-le-Désert, Bonnefont-en-Comminges, Trie-en-Bigorre e Froville. Essas construções foram reagrupadas no local na década de 30.
O museu e parque adjacente foi criado graças a John D. Rockefeller, Jr., que doou boa parte de sua própria coleção para os Cloisters. 

## História
A base da estrutura arquitetônica do museu tem origem na coleção de George Gray Barnard, um escultor e colecionador norte-americano que quase sozinho estabeleceu um museu de arte medieval perto de sua casa na região de Fort Washington de Upper Manhattan. Embora ele fosse um escultor de sucesso que estudou no Art Institute of Chicago, sua renda não era suficiente para sustentar sua família. Barnard era um apostador intermitente e passou a maior parte de sua vida à beira da pobreza. Barnard mudou-se para Paris em 1883, onde estudou na Académie des Beaux-Arts e começou a negociar artefatos dos séculos XIII e XIV para complementar sua renda. Neste processo, Barnard montou uma grande coleção pessoal do que descreveu como "antiguidades", primeiro comprando e vendendo objetos autônomos com negociantes franceses e posteriormente pela aquisição de artefatos arquitetônicos in situ de agricultores locais.

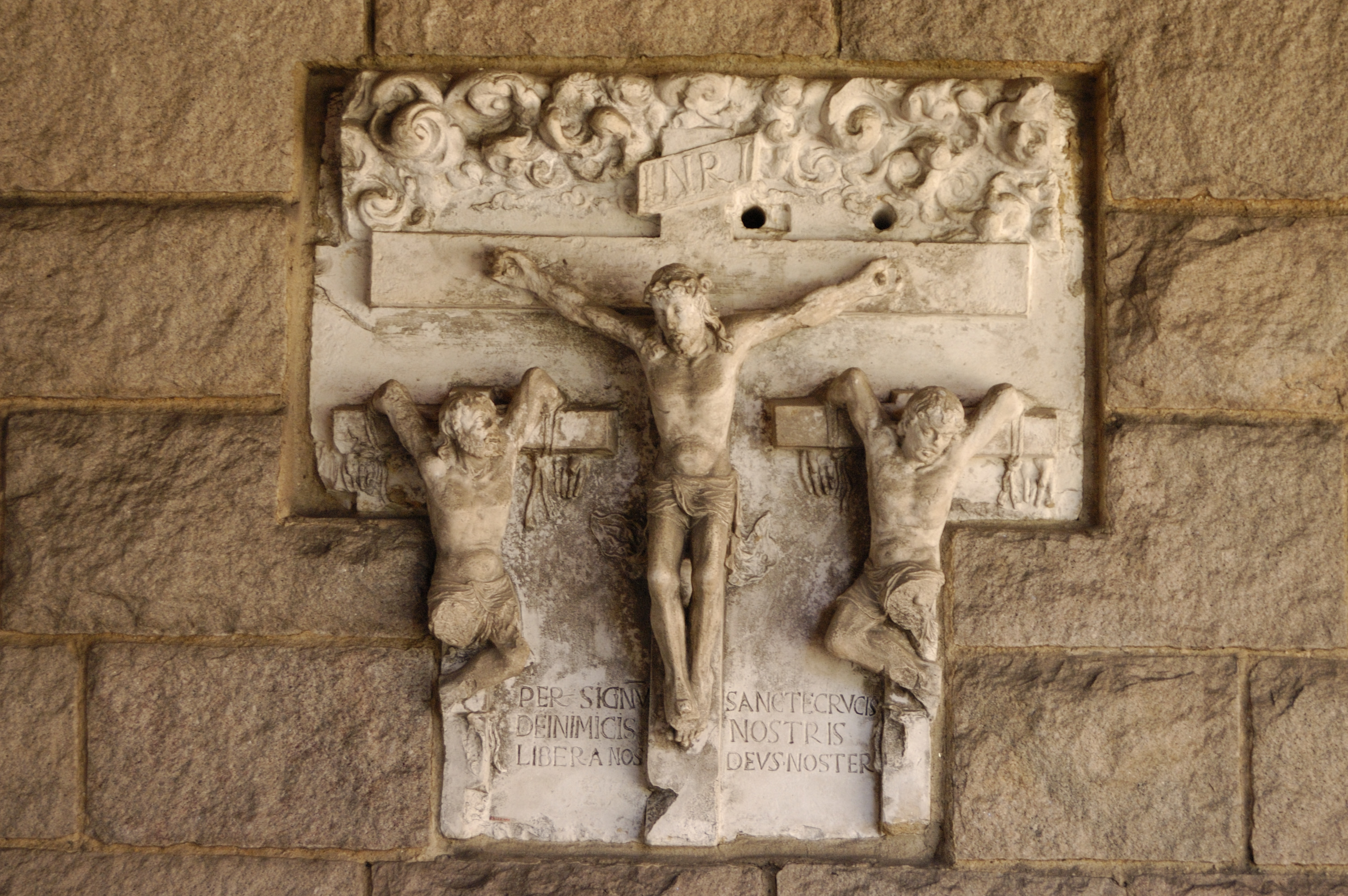
Representação da Crucificação

Barnard tinha interesse principalmente nas abadias e igrejas fundadas por ordens monásticas do século XII. Após séculos de pilhagem e destruição durante guerras e revoluções, as pedras de muitos desses edifícios foram reutilizadas pelas populações locais. Um pioneiro em reconhecer o valor de tais artefatos, Barnard muitas vezes encontrou hostilidade ao seu esforço de grupos locais e governamentais. No entanto, ele era um negociador astuto que tinha a vantagem do olhar de um escultor profissional. Em 1914, Barnard já possuía uma quantidade de artefatos suficiente para inaugurar uma galeria de arte em Manhattan.
Barnard muitas vezes negligenciou suas finanças pessoais e era tão desorganizado que muitas vezes desconhecia a origem ou proveniência de suas compras. Em 1925, Barnard vendeu sua coleção para John D. Rockefeller, Jr. durante uma de suas recorrentes crises financeiras. Os dois foram apresentados um ao outro pelo arquiteto William W. Bosworth. Adquirida para o Metropolitan Museum of Art, a coleção incluía peças que se tornariam o núcleo principal do museu. Rockefeller e Barnard eram antagônicos tanto em temperamento quanto em perspectiva e não tinham uma boa relação; Rockefeller era reservado enquanto Barnard era extrovertido e temperamental. O pintor e crítico de arte inglês Roger Fry era, então, o principal agente europeu de aquisições do Metropolitan e atuou como intermediário entre os dois. Rockefeller acabou adquirindo a coleção de Barnard por cerca de 700.000 dólares, mantendo Barnard como curador da exposição.

## Coleção
A coleção de obras de arte do museu The Cloisters é composta por aproximadamente cinco mil peças individuais exibidos em uma série de salas e espaços, principalmente separados daqueles dedicados aos artefatos arquitetônicos instalados. O Cloisters nunca se concentrou na montagem de uma coleção de obras-primas, selecionando os objetos por temática e dispondo-os simplesmente para melhorar a atmosfera criada pelos elementos arquitetônicos no ambiente em que são exibidos. Visando ampliar a atmosfera funcional de claustros, muitas das obras individuais - incluindo capitéis, portas, vitrais e janelas - estão inseridas dentro dos próprios elementos arquitetônicos.

### Pinturas e esculturas
A pintura sobre painel mais conhecida do museu é Retábulo de Mérode, de Robert Campin (1425), uma obra fundamental no desenvolvimento da pintura flamenga primitiva, que está no The Cloisters desde 1956. Sua aquisição foi financiada por Rockefeller e descrita na época como um "evento importante para a história das coleções de arte nos Estados Unidos". O tríptico está bem preservado com pouca repintura ou desgastes de tinta. Entre outras pinturas de painel na coleção há um retábulo tríptico da Natividade atribuído a um discípulo de Rogier van der Weyden e os Painéis de Jumieges, de autoria desconhecida.
A "Cruz de Cloisters", de marfim de morsa inglesa do século XII, é decorada com mais de 92 figuras intrincadamente esculpidas e 98 inscrições. Uma semelhante cruz relicária de metalurgia francesa do mesmo período possui seis sequências de gravuras em cada lado de seu eixo e nos quatro lados de seus braços inferiores. Outras peças notórias da coleção são uma estatueta inglesa da Virgem com o Menino (do século XIII), uma estatueta alemã de Santa Bárbara (de 1490) e um retábulo em miniatura de madeira de buxeiro do início do século XVI representando a Crucificação de Jesus. Outras obras significativas incluem fontes e pias batismais, cadeiras, pias de bronze, caixas de esmolas e cartas de baralho.
O museu possui uma extensa coleção de afrescos medievais, estatuetas de marfim, relicários de madeira e cruzes de metal, bem como exemplares das raríssimas miniaturas góticas de madeira de buxo. A coleção inclui vasos litúrgicos de serralheria e peças raras de móveis góticos e serralheria. Muitas das peças não estão associadas a uma configuração arquitetônica específica, portanto, sua exibição no museu pode variar. Alguns dos objetos têm proveniência dramática, incluindo aqueles saqueados das propriedades dos aristocratas durante a ocupação da Holanda do Sul pelo Exército Revolucionário Francês. Por exemplo, as Tapeçarias do Unicórnio foram por um período usadas pelo exército francês para cobrir batatas e evitar que elas congelassem. Em 1922, o conjunto foi comprado por Rockefeller e usado para decorar sua casa em Nova Iorque, sendo doado à coleção do museu em 1938.

### Manuscritos e iluminuras
A coleção de iluminuras do museu é relativamente pequena, mas de qualidade excepcional. J. P. Morgan foi um grande doador inicial, mas embora seu gosto se inclinasse fortemente para impressões raras impressos e iluminuras, ele doou muito poucos ao Metropolitan, preservando a maioria em sua biblioteca. Entretanto, o consenso da direção do museu era de que o The Cloisters deveriam se concentrar em elementos arquitetônicos, esculturas e artes decorativas para melhorar a qualidade artística da instituição. Os livros do museu são hoje expostos na Sala Treasury e incluem: o Apocalipse do Cloisters (c. 1330); o Breviário de Belleville (de Jean Pucelle, 1324–1328); o Saltério de Bona de Luxemburgo, atribuído a Jean Le Noir e Belles Heures du Duc de Berry (c. 1399–1416), atribuído aos Irmãos Limbourg. Em 2015, Cloisters adquiriu um pequeno livro de horas holandês iluminado por Simon Bening. Cada um é de qualidade excepcional, e sua aquisição foi uma conquista significativa para os primeiros colecionadores do museu.

## Edifício e instalações

### Exterior
O edifício em si está situado em uma colina íngreme, e assim os salões internos são divididos entre uma entrada superior e um nível térreo. O edifício exterior envolvente é principalmente em estilo moderno com influência direta da arquitetura clerical da Igreja de Saint-Geraud de Monsempron, do século XIII. O complexo do museu foi projetado principalmente pelo arquiteto Charles Collens para estar em harmonia com o tema das coleções de Barnard. Rockefeller administrou de perto o projeto e a construção do edifício, o que às vezes incomodava os arquitetos. 
O edifício apresenta detalhes decorativos retirados de quatro abadias francesas que entre 1934 e 1939 foram transportados e remontados no projeto supervisionado por Collins. Collins dizia a Rockefeller que o novo edifício deveria "apresentar um traçado bem feito na forma mais simples de alvenaria se erguendo naturalmente no topo da colina rochosa". 
Os arquitetos procuraram tanto remontar ao papel da colina na Revolução Americana quanto permitir uma vista panorâmica do rio Hudson. A cantaria, principalmente de calcário e granito de várias regiões da Europa, inclui quatro janelas góticas do refeitório do mosteiro de Sens e nove arcadas. A cúpula da Capela Fuentidueña foi transportada de Fuentidueña, Espanha, para os Estados Unidos e remontada numa das extremidades do museu. A elevação leste, principalmente de calcário, possui nove arcadas originalmente do convento beneditino de Froville e quatro grandes vitrais góticos anteriormente do mosteiro dominicano de Sens.